# Phradis decrescens
Phradis decrescens là một loài tò vò trong họ Ichneumonidae.